# Helga Hegewisch
Helga Hegewisch (* 2. Februar 1931 in Hamburg) ist eine deutsche Schriftstellerin und Kunstsammlerin.

## Leben
Helga Hegewisch studierte Theologie und Germanistik an den Universität Lausanne und der Universität Hamburg. Sie schrieb Fernsehspiele und Kinderbücher und baute ab 1954 mit ihrem ersten Ehemann, dem Kunstsammler und Südfrucht-Importeur Klaus-Bernt Hegewisch eine Kunstsammlung auf. 1976 verließ sie Deutschland und fing als Journalistin ein neues Leben an. Von 1977 bis 1985 war sie mit ihrem Ehemann Melvin Lasky Mitherausgeberin der Zeitschrift Der Monat.
Von 1999 bis 2006 veröffentlichte sie historische Romane.

## Werke

### Drehbücher
- Buch zum Spielfilm: Die Laufmasche, Regie: Werner Grassmann, 1965[4]
- Drehbuch Der Bildersturm, 1966
- Buch zum Spielfilm: Alle weissen Hunde beissen, Regie: Werner Grassmann, 1967, für das Deutsch-Französische Jugendwerk[5]
- Buch zum Spielfilm: Gammler-Ballade, Regie: Werner Grassmann, 1969,[6]
- Buch zum Spielfilm: ...dann wird es still sein im Lande, Regie: Werner Grassmann, 1969[7]

### Kinder- und Jugendbücher
- Das Kanapee sticht in See. Bilder von Lilo Fromm. Lentz, München 1961
- ein Krokodil zuviel. Bilder von Traudl Weidinger. Lentz, München 1962.
- Gefahr im Camp 12. Neuer Jugendschriften-Verlag, Hannover 1981. ISBN 978-3-483-01386-6
- Jose und der große Knall. Carlsen, Hamburg 1995. ISBN 978-3-551-55108-5
- Line und die Liebe. Dressler, Hamburg 1998. ISBN 978-3-7915-0812-2

### Romane
- Kitty und Augusta. Hoffmann und Campe, Hamburg 1991. ISBN 978-3-455-02745-7
- Ich aber schlafe allein. Hoffmann und Campe, Hamburg 1992. ISBN 978-3-455-02746-4
- Lauf, Lilly, lauf! Atrium, Zürich 1999. ISBN 978-3-85535-932-5
- Die Totenwäscherin. Ullstein, Berlin 2001. ISBN 978-3-548-60086-4
- Lilly und Engelchen. Fischer, Frankfurt am Main 2002.  ISBN 978-3-596-15172-1
- Der fremde Bruder. Ullstein, München 2002. ISBN 978-3-548-68028-6
- Die Windsbraut. Ullstein, München 2003. ISBN 978-3-550-08401-0
- Johanna Romanowa. Pendo, München; Zürich 2006. ISBN 978-3-86612-093-8

### Sachbücher
- Wendepunkte unserer Zeit: Perspektiven, Trends, Argumente. Hg. Von Melvin J. Lasky, Helga Hegewisch. Quadriga, Weinheim 1987. ISBN 978-3-88679-153-8
- Jetzt oder nie. Schock und Chance des Neubeginns: Geschichten vom veränderten Leben. Rowohlt, Reinbek bei Hamburg, 1988. ISBN 978-3-498-02877-0
- „Du musst dein Leben ändern“: Chancen des Neubeginns. Rowohlt, Reinbek bei Hamburg, 1991. ISBN 978-3-499-18836-7

## Privates
Hegewisch ist eine Tochter des Hamburger Fruchthändlers und Reeders Willy Bruns. Sie hat sechs Kinder.
Die Autorin und Übersetzerin Hildegard Baumgart ist ihre ältere Schwester.